# Catherine Soullie
Catherine Soullie, née le 18 juillet 1954 à Ciré-d'Aunis (Charente-Maritime), est une femme politique française, membre du parti Les Républicains.

## Biographie
Engagée politiquement au sein du Rassemblement pour la République (RPR) et proche du président du conseil général du Loiret Éric Doligé, Catherine Soullie est d'abord élue adjointe au maire d'Olivet chargée de la culture à la suite des élections municipales de 2001. La même année, elle se présente également aux élections cantonales dans le canton d'Olivet. Elle est toutefois battue dès le 1er tour, rassemblant13,70% des voix derrière deux autres candidats de droite, Yves Clément (UDF) et Guy Bomereau (DVD)[réf. nécessaire]. 
Elle est réélue adjointe au maire d'Olivet lors des élections municipales de 2008. Lors des élections européennes de 2009, elle figure en quatrième position sur la liste UMP-NC-LGM dans la circonscription Massif central-Centre. Elle devient députée européenne à la suite de la démission de Brice Hortefeux, ce dernier préférant rester au gouvernement en tant que ministre de l'Intérieur. Elle est alors la première loirétaine à accéder à la fonction de députée européenne. Elle intègre la Commission de l'environnement, de la santé publique et de la sécurité alimentaire. 
L'année suivante, elle conduit la liste départementale de la droite et du centre à l'occasion des élections régionales en région Centre. Elle est élue conseillère régionale et siège alors dans l'opposition à la majorité socialiste dirigée par François Bonneau. À la suite de son élection, elle démissionne de ses fonctions municipales à Olivet. 
Elle démissionne le 23 mars 2011 de sa fonction parlementaire afin de permettre à Brice Hortefeux, qui a quitté ses fonctions ministérielles, de revenir au Parlement européen.
Lors des élections européennes de 2014, elle figure à nouveau en quatrième position la liste menée par Brice Hortefeux pour l'euro-circonscription Centre-Massif central. La liste n'arrivant que deuxième, elle n'envoie que deux élus au Parlement européen et Catherine Soullie ne fait pas son retour dans l'institution.
Elle est candidate à un nouveau mandat régional sur la liste d'union de la droite et du centre pour les élections régionales de 2015 en région Centre-Val de Loire en position éligible sur la liste départementale loiretaine menée par Jacques Martinet. La défaite inattendue de la liste de Philippe Vigier l'empêche de faire un deuxième mandat de conseillère régionale.
À l'occasion de la primaire française de la droite et du centre de 2016, elle est chargée de la campagne de François Fillon dans le Loiret. À la suite de la victoire de son candidat, elle est nommée par Bernard Accoyer secrétaire départementale des Républicains aux côtés du président de la fédération Jean-Pierre Door.

## Synthèse des mandats
- 2001-2010 : Adjointe au maire d'Olivet déléguée à la Culture
- 2009-2011 : Députée européenne
- 2010-2015 : Conseillère régionale du Centre-Val de Loire